# Marion Donovan
Marion Donovan de soltera Marion O'Brien (15 de octubre de 1917, Fort Wayne (Indiana) – 4 de noviembre de 1998, Nueva York), fue una inventora y empresaria estadounidense. Es conocida por la invención del pañal a prueba de agua que fue designado para el Salón Nacional de la Fama de Inventores en 2015.

## Biografía
Nació en una familia de inventores, que tenía una fábrica en donde las máquinas y los nuevos inventos eran lo más cotidiano. El crecer en un ambiente tan creativo ayudó a O'Brien en sus inicios.
Entre los inventos de su familia podemos destacar el "torno South Bend" utilizado para maquinar engranajes de automóvil, invención de su padre y su tío. Marion quedó huérfana de madre a una temprana edad (cuando tenía siete años), por lo que pasó muchas horas en la fábrica de su familia.
O'Brien estudió literatura inglesa en la Universidad de Rosemont, en los suburbios de Filadelfia, donde se graduó en 1939, poniéndose a trabajar como redactora auxiliar de belleza en la revista Vogue en Nueva York.
Pocos años después se casó con James Donovan, importador de cuero, y la nueva pareja se marchó a vivir a Westport, Connecticut. En 1946 nació su primera hija y con ella Marion se tuvo que enfrentar a los pañales lavables y sus incomodidades.

## Sus inventos
En 1946 se planteó el resolver el problema que tenían las mujeres de lavar y escaldar los pañales de sus hijos. Fabricó en esta primera fase de su invento, una cubierta impermeable del pañal, utilizando la tela de un paracaídas, un pañal de tela de nylon que no dejaba pasar el orín a la ropa, de manera que el niño no mojaba ni su vestimenta ni la ropa de la cuna.
Este invento lo estuvo utilizando con su propia hija hasta que en 1949 logró presentar la solicitud para obtener la patente y comenzar a comercializarlos. Inicialmente se vendían en la tienda Saks de la Quinta Avenida.  Estos pañales se llamaban “Boaters”, y consiguió la patente el 12 de junio de 1951. Fueron un gran éxito y al cabo de dos años ya tenía ofertas que se elevaban a los dos millones de dólares.
Este éxito hizo que Marion decidiera mejorar su producto y siguió investigando e innovando en él tratando de encontrar mejores materiales, más aislantes (para evitar que se escaparan los orines) y al tiempo más protectores de la dermis de los bebés. Uno de los mayores inconvenientes que tuvo para introducir estas mejoras era que para realizarlas necesitaba que el pañal contara con varias capas de celulosa, para conseguirlo Marion pidió ayuda a las fábricas papeleras de la época, pero no logró que le hicieran mucho caso, por lo que pasaron unos 10 años hasta que una compañía, Procter & Gamble, se interesó por el invento. Es así  como Marion contactó con Víctor Mills, ingeniero químico de esa empresa, a quien vendió su idea, y es así como desarrollaría y comercializaría los pañales desechables, los “Pampers”,  tal y como los conocemos hoy en día.
Los pañales no fueron el único invento de Marion, sino que realizó bastantes más,  de los cuales 20 los llevó a cabo entre 1949 y 1996 y son conocidos, como el hilo dental, la goma elástica que ayuda a cerrar el vestido o la jabonera que escurre el jabón, todos ellos destinados a hacer más cómoda y fácil la vida de las mujeres y en concreto la de las amas de casa.
Murió en Nueva York a la edad de 81 años.